# Alto Jequitibá
Alto Jequitibá, amtlich portugiesisch Município de Alto Jequitibá, ist eine brasilianisches Município im Bundesstaat Minas Gerais in der Região Sudeste (Südost) und in der Zona da Mata Mineira. Die Einwohner werden Jequitibaenser (portugiesisch jequitibaenses) genannt.

## Etymologie
Der Name der Stadt stammt von einem Jequitibá-Baum, einem riesigen Baum, der im 19. Jahrhundert in der Zona da Mata Mineira reichlich vorkam und die Entstehung der Stadt prägte. Dieser imposante Baum diente den Tropeiros, die sich dort trafen, um Waren in der Region zu verkaufen, als Orientierungspunkt.

## Geschichte
Aufgrund der hohen Fruchtbarkeit des Bodens zog die Stadt Siedler an, vor allem Deutsche und Schweizer aus Nova Friburgo (RJ), wobei die Familie Sanglard als Pioniere 1862 dort ankamen und auch Pioniere bei der Einführung des Kaffeeanbaus waren. Hervorzuheben sind auch die Familien Eller, Sathler, Werner, Gripp, Heringer, Catheringer, Boechat, Stutz, Schuab und andere. In der Stadt gibt es noch immer jahrhundertealte Bauernhöfe.
Die Siedlung wurde 1923 zum Distrito de Presidente Soares erhoben. Dieser befand sich noch innerhalb des Munizips Manhumirim, die kleine dazugehörige Ortschaft hieß Vila de Presidente Soares, benannt nach dem ehemaligen Gouverneur Raul Soares de Moura.
Der Distrikt wurde am 12. Dezember 1953 eigenständiges Munizip und aus Manhumirim ausgegliedert. Nach einer Volksabstimmung am 21. Oktober 1991 erhielt das Municipio wieder seinen ursprünglichen Namen Alto Jequitibá. Es besteht seit 1993 aus den beiden Distrito de Alto Jequitibá und Distrito de Padre Julio Maria.

## Demographie
Dieser Ort hatte 1950 nur 1396 Einwohner. Nach der Volkszählung in Brasilien 2010 betrug die Einwohnerzahl 8.318. Zum 1. Juli 2021 wurde die Bevölkerung auf 8.286 Einwohner geschätzt. Laut der brasilianischen Volkszählung 2022 betrug die Einwohnerzahl 8.397 und nach der amtlichen Schätzung 2024 gab es 8.596 Einwohner in Alto Jequitibá.

## Geographie
Man kommt durch die Kleinstadt auf dem Weg zum westlichen Eingang des Caparaó-Nationalparks auf einer Höhe von 645 Metern über dem Meeresspiegel. Der Ort ist 322 km von der Hauptstadt Belo Horizonte entfernt. Die Gemeindefläche beträgt 152,272 km².
Umliegende Orte sind Manhumirim, Caparaó, Alto Caparaó, Luisburgo und Iúna.

## Tourismus

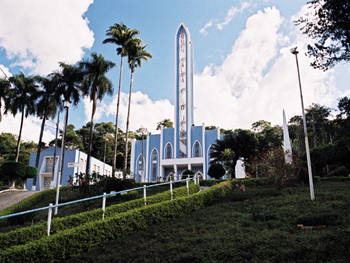
1. Presbyterianische Kirche in Alto Jequitibá

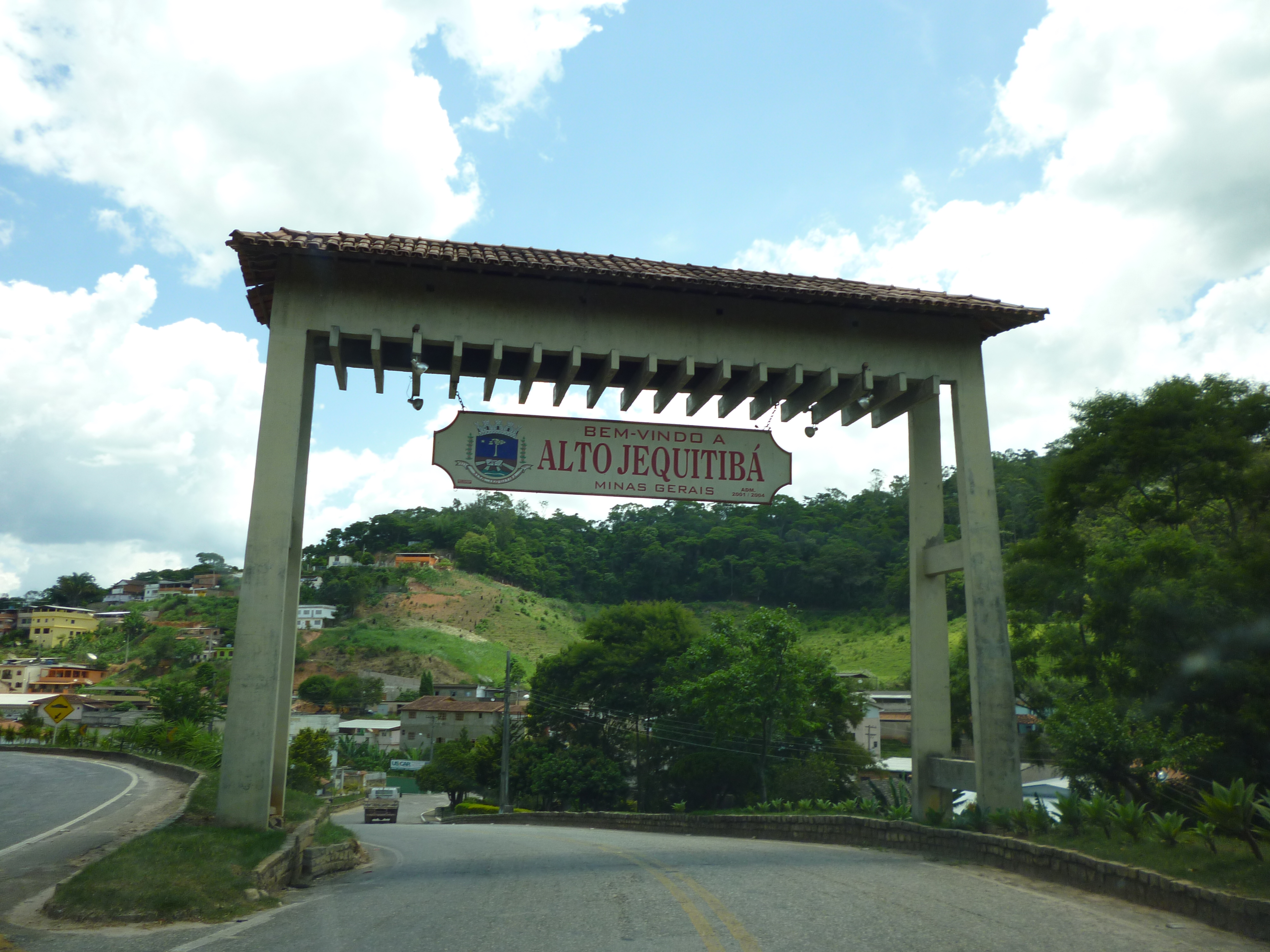
Portal zum Nationalpark

Der Badeort Cachoeira das Andorinhas liegt nur wenige Kilometer vom Hauptort entfernt (am Eingang zum Nationalpark Caparaó) und ist einer der meistbesuchten Orte der Region. Dieses besondere Gebiet verfügt über eine Vielzahl an geschützten Naturressourcen und ist von spektakulärer Schönheit. Es gibt mehrere Hektar Wald und eine Reihe von Wasserfällen und natürlichen Becken. Inmitten des Atlantischen Regenwaldes gibt es mehrere markierte Wanderwege. Jeder Weg führt zu einem anderen Wasserfall. Das Wasser ist kristallklar und das Flussbett ist mit vielen Steinen übersät, die sogar Höhlen bilden. Neben viel Natur bietet der Ort eine der besten Infrastrukturen der Region mit Bar, Restaurant, Grillplätzen, Sportbereich und Parkplätzen.
Im Sommer ist der Andrang größer und es wird eine geringe Eintrittsgebühr erhoben. Vom Badeort zum Park führt ein wunderschöner Weg zwischen den Tälern und Bergen der Bergkette, der Wanderer, Radfahrer, Reiter und Offroad-Fans begeistert. Der Modellflugsport gewinnt in der Stadt zunehmend an Bedeutung, und der Flugplatz ist der ideale Ort, um diesem Hobby nachzugehen. Für Extremsportler ist die Rampe der Serra dos Tavares eine gute Option für Freiflug.

## Religion und Kultur
Im religiösen Bereich sind die presbyterianische und die katholische Kirche hervorzuheben.
Das Gebäude des ehemaligen Internats der Evangelischen Schule, in dem heute das Museum der Evangelischen Schule untergebracht ist, beherbergt alte Fotos auf Holztafeln, die vom ersten Fotografen der Stadt, Antônio Zavatário, geschnitzt wurden, sowie eine reichhaltige Sammlung von Materialien, die verwendet wurden, als die Evangelische Schule noch in vollem Betrieb war.

### Feiertage und Festlichkeiten
- Karwoche (Semana Santa)
- Junifeste (Festas Juninas)
- Patriotische Woche (Semana da Pátria)
- Stadtfest (Dia da cidade - 21. Oktober)
- Wanderweg der Unabhängigkeit (Trilha da Independência)
- Fest des Ochsenkarrens (Festa do Carro de boi)

## Politik

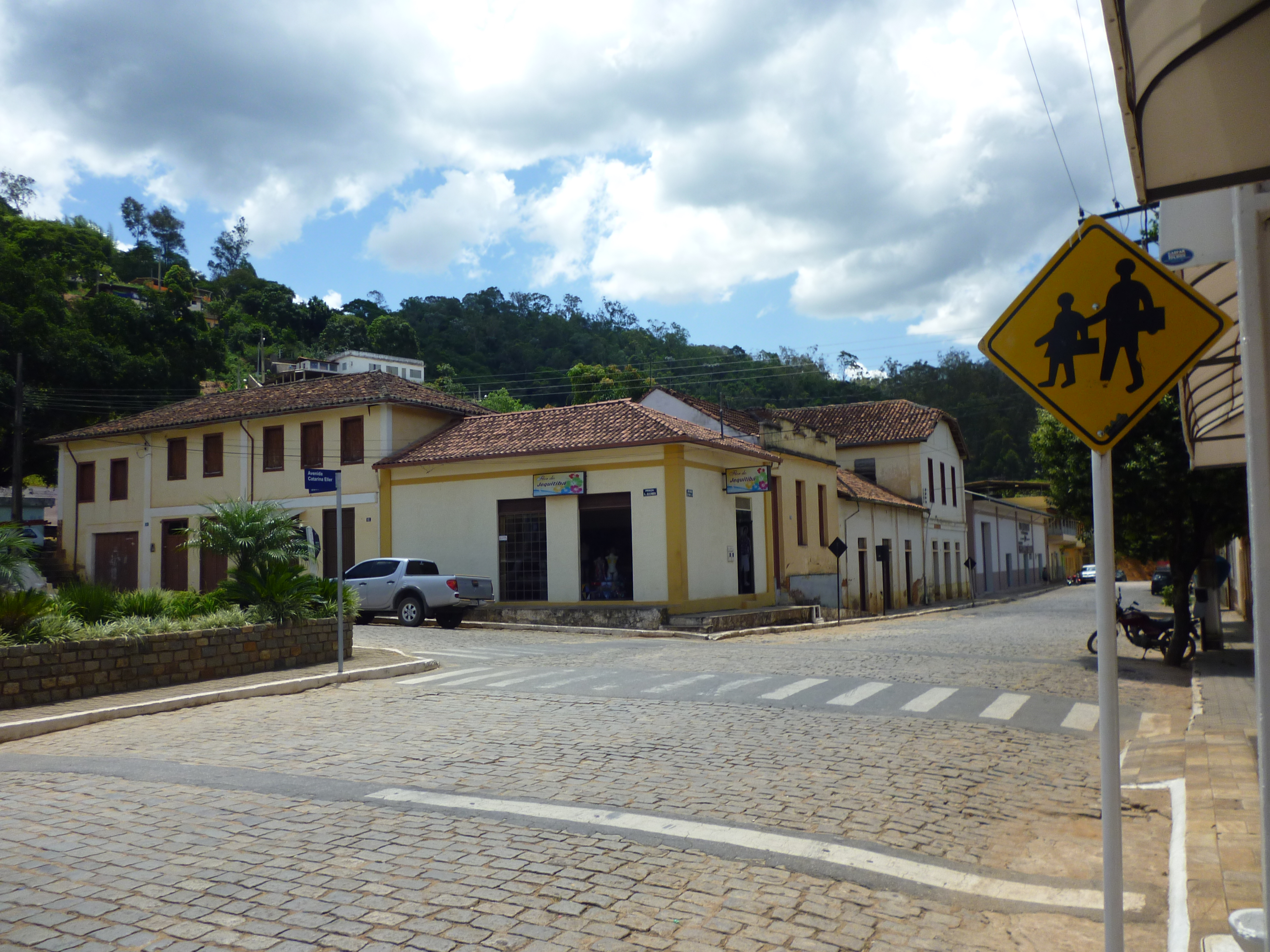
Typische Häuser in Alto Jequitibá

Daniel Guimarães Sathler (PDT) war von 2021 bis 2024 der Bürgermeister (Prefeito) des Munizips. Er wurde für die Amtszeit 2025 bis 2028 wiedergewählt.